# کونکوبگوئین
کونکوبگوئین شهری در شهرستان روکو در استان بام در بورکینافاسوی شمالی است و جمعیت آن ۱۳۵۰ نفر است.